# 靳诺
靳诺（1956年12月—），女，汉族，北京人，中华人民共和国政治人物，曾任新疆维吾尔自治区人民政府副主席、中国人民大学党委书记、中华全国妇女联合会副主席（兼）。

## 荣誉

### 外国勋章奖章
- 荣誉军团骑士勋章（法国，2018年4月26日于北京颁发[2]）